# 요시다 유타카 (언어학자)
요시다 유타카(일본어: 吉田豊, 1954년 10월 11일 ~ )는 일본의 언어학자이다. 현재 교토대학 명예교수이다.

## 경력
1954년, 이시카와현 스즈시에서 태어났다. 이시카와 현립 이다고등학교(石川県立飯田高等学校)을 졸업하고 교토대학 문학부에 입학했다. 대학원에 진학하여 교토대학에서 문학석사 학위를 취득했다. 1981년부터 1982년까지 런던대학교 동양아프리카연구원에 유학하여 심스 윌리엄스 교수의 지도를 받았다.
졸업 후에는 1986년부터 시텐노지국제불교대학 전임강사로 재직하였다. 1988년부터 고베시외국어대학 교수로 근무하였고, 2006년부터 교토대학 문학부의 언어학 연구실 교수로 재직하였다. 2020년 3월에 교토대학에서 정년을 맞았고, 명예교수가 되었다. 이후 2020년 4월부터 데이쿄대학 문화재연구소 객원교수로서 연구를 이어나가고 있다.
영국 학사원 객원 회원이며, 공익재단법인 도요문고 연구원이다.

## 수상
- 1981년: 일본오리엔트학회 장려상
- 2014년: 《소그드인의 미술과 언어》(ソグド人の美術と言語)로 the World Book Award of Iran 수상[5]

## 연구 내용
전공은 문헌언어학이며 이란어사, 중앙아시아 출토문헌을 중심으로 연구한다.

## 주요 저작

### 단저
- 요시다 유타카 (2006). 《コータン出土8–9世紀のコータン語世俗文書に関する覚え書き》 [호탄 출토 8–9세기 호탄어 세속문서에 관한 비망록]. 고베시외국어대학 연구총서 (일본어) 38. 고베시외국어대학 외국학연구소.
- 요시다 유타카 (2022). 《ソグド語文法講義》 [소그드어 문법 강의] (일본어). 린센쇼텐(臨川書店).[7]

### 편저
- 요시다 유타카; 구다라 고기; 베르너 준더만, 편집. (1997). 《イラン語断片集成 大谷探検隊収集・龍谷大学所蔵 中央アジア出土イラン語資料》 [이란어 단편 집성 오타니 탐험대 수집·류코쿠대학 소장 중앙아시아 출토 이란어 자료]. 龍谷大学善本叢書/龍谷大学佛教文化研究所編 (일본어) 17. 호조칸(法藏館).
- 요시다 유타카; 류훙량(柳洪亮); 신장투루판지구문물국(新疆吐魯番地区文物局), 편집. (2000). 《吐魯番新出摩尼教文献研究》 [투르판 신출 마니교 문헌 연구] (중국어). 원우출판사(文物出版社).
- 요시다 유타카; 소후카와 히로시(曽布川寛), 편집. (2011). 《ソグド人の美術と言語》 [소그드인의 미술과 언어] (일본어). 린센쇼텐.
- 요시다 유타카; 후루카와 쇼이치(古川攝一), 편집. (2015). 《中国江南マニ教絵画研究》. 린센쇼텐.